# Lil Nas X
Монте́ро Лама́р Хилл (англ. Montero Lamar Hill; род. 9 апреля 1999 года, Лития-Спрингс, Дуглас, Джорджия, США), более известный под псевдонимом Lil Nas X (рус. Лил Нас Икс) — американский рэпер, певец и автор песен. Прославился благодаря своему кантри-рэп-синглу «Old Town Road», который достиг вирусной популярности в рамках флешмоба «Yeehaw Challenge» в приложении «ТикТок». Песня возглавила чарт Billboard Hot 100 и была спорно удалена из списка Hot Country Songs после дебюта на 19-й позиции. В июле 2019 года она установила новый рекорд Billboard, продержавшись на первой строчке хит-парада Hot 100 девятнадцать недель. 21 июня того же года Lil Nas X выпустил дебютный мини-альбом 7, а 17 сентября 2021 года вышла его первая полноформатная запись Montero.

## Ранние годы и образование
Монтеро Ламар Хилл родился 9 апреля 1999 года в Лития-Спрингс, небольшом городке недалеко от Атланты, штат Джорджия. Его родители развелись, когда ему было шесть лет, и вместе с матерью и бабушкой он поселился в Атланте в жилом комплексе Bankhead Courts. Три года спустя он переехал со своим отцом к северу от города в Остелл, тихий пригород в соседнем округе Кобб. Хотя первоначально Хилл не хотел переезжать, позже он не пожалел об этом решении: «В Атланте творится столько дерьма — если бы я остался там, то попал бы в плохую компанию». В четвёртом классе он начал играть на трубе и к старшим классам стал ведущим трубачом в школьном оркестре, но бросил из-за страха выглядеть неудачником. Окончив среднюю школу Лития-Спрингс в 2017 году, он поступил в Университет Западной Джорджии, но через год оставил учёбу ради музыкальной карьеры. В то время он жил у сестры и обеспечивал себя, работая в ресторане сети Zaxby’s и тематическом парке Six Flags.
По словам Хилла, он начал изолироваться от «внеклассной деятельности» в подростковом возрасте. Он проводил много времени в интернете в надежде набрать подписчиков как интернет-знаменитость для продвижения своего творчества. Не зная, на чём сосредоточиться в творческом плане, он публиковал короткие юмористические видео на Facebook и Vine, а также создал в «Твиттере» фан-аккаунт Ники Минаж, назвав его в честь нью-йоркского рэпера Nas и настоящей фамилии хип-хоп-певицы — «@NasMaraj». В 2015 году он стал известен своими вирусными твитами и другой фан-страницей «FactsAboutNM».

## Карьера
Рэпом Lil Nas X начал заниматься весной 2018 года, когда изучал информатику в университете. 24 июля того же года на SoundCloud был опубликован его первый микстейп Nasarati.
3 декабря 2018 года он выпустил кантри-рэп-сингл «Old Town Road». Песня стала вирусной в начале 2019-го из-за мема «Yeehaw Challenge» в приложении «ТикТок». Она дебютировала под номером 83 в чарте Billboard Hot 100, а затем поднялась на первое место. Трек также оказался на 19-й строчке в чарте Hot Country Songs и на 36-й позиции в Hot R&B/Hip-Hop Songs. В марте 2019 года Billboard удалил его из списка Hot Country Songs, что было воспринято неоднозначно. Компания заявила журналу Rolling Stone:
При дальнейшем рассмотрении было установлено, что в настоящее время [песня] Lil Nas X «Old Town Road» не может быть включена в кантри-чарты Billboard. При определении жанров учитывается несколько факторов, и в первую очередь это — музыкальная композиция. «Old Town Road» содержит отсылки к кантри и ковбойские образы, но не охватывает достаточно элементов современной кантри-музыки, чтобы попасть в чарт в своей текущей версии.
Кроме того, представитель Billboard сказал сайту Genius, что «решение снять песню с кантри-чарта никоим образом не было связано с расовой принадлежностью исполнителя». Звезда кантри-музыки Билли Рэй Сайрус поддержал «Old Town Road», выпустив ремикс песни в апреле 2019 года.
16 апреля 2019 года было объявлено, что Lil Nas X побил стриминговый рекорд Дрейка: за неделю, закончившуюся 11 апреля, его сингл набрал 143 миллиона стримов из США, обогнав песню «In My Feelings», которую в июле 2018 года прослушали 116 миллионов раз за неделю. Lil Nas X выпустил свой первый мини-альбом 7 21 июня 2019 года. Запись дебютировала на втором месте в чарте Billboard 200. 23 июня 2019 года Lil Nas X выступил вместе с Сайрусом на церемонии BET Awards 2019.
В июле 2019 года «Old Town Road» стала первой хип-хоп-песней, продержавшейся на вершине чарта Billboard Hot 100 тринадцать недель, а на семнадцатой неделе установила абсолютный рекорд хит-парада за всю его предыдущую историю. После девятнадцати недель в топе её подвинул сингл Билли Айлиш «Bad Guy».
В ноябре 2020 года Lil Nas X и игровая площадка Roblox организовали масштабный виртуальный концерт, который посмотрели 33 миллиона раз.
26 марта 2021 года был выпущен сингл «Montero (Call Me By Your Name)». Вместе с видеоклипом на песню вышла серия кастомной обуви Nike Air Max 97 под названием «Сатанинская обувь». В сентябре 2021 года на церемонии MTV Video Music Awards клип «Montero (Call Me By Your Name)» был признан лучшим в главной номинации «Видео года». 23 июля 2021 года Монтеро также опубликовал сингл «Industry Baby», записанный совместно с Джеком Харлоу и спродюсированный Канье Уэстом и дуэтом Take a Daytrip. Видеоклип на песню «Industry Baby» подвергся критике в интернете из-за танца Lil Nas X в душе голым в воображаемой тюрьме Montero. Тем не менее сингл дебютировал на второй строчке чарта Billboard Hot 100 и 23 октября 2021 года поднялся на первое место. Этот релиз стал третьим синглом рэпера на первой строчке Hot 100 и четвёртым, попавшим в топ-10 чарта. 17 сентября 2021 года Lil Nas X выпустил дебютный студийный альбом Montero, куда вошли песни «Montero (Call Me by Your Name)» и «Industry Baby». Пластинка дебютировала на второй позиции чарта Billboard 200.
В марте 2022 года Lil Nas X анонсировал два потенциальных трека со своего «почти готового» второго альбома: «Late to da Party» с YoungBoy Never Broke Again и «Down Souf Hoes» с Saucy Santana. «Late to da Party» был издан как сингл 24 июня 2022 года. 22 сентября 2022 года Lil Nas X и Riot Games, создатели League of Legends, выпустили коллаборацию к Чемпионату мира по League of Legends 2022 — ей стал трек «Star Walkin'», который дебютировал на 32-й строчке чарта Billboard Hot 100.
Следующим официальным релизом Lil Nas X стал сингл «J Christ», вышедший 12 января 2024 года.

## Личная жизнь
30 июня 2019 года, в последний день месяца гордости, Lil Nas X опубликовал в «Твиттере» пост, в котором просил прислушаться к словам своего трека «C7osure»: «Кто-то из вас уже знает, кому-то из вас наплевать, некоторые после этого отвернутся от меня. Но до конца этого месяца я хочу, чтобы вы внимательно послушали трек C7osure». Сама песня начинается со слов: «Больше никакого притворства». СМИ и общественность посчитали, что таким образом Хилл признался в собственной гомосексуальности.
В твите, последовавшим днём позже, музыкант опубликовал обложку своего мини-альбома 7 с изображённом на ней радужным небоскрёбом и подписью: «серьёзно, мне казалось, я ясно выразился». Его каминг-аут был воспринят в основном положительно, но вместе с тем вызвал в социальных сетях шквал гомофобных комментариев, на которые Lil Nas X также отреагировал. Негативная реакция исходила и от хип-хоп сообщества, что привлекло внимание к гомофобии в хип-хоп-культуре.
В январе 2023 года Lil Nas X сделал запись в своём «Твиттер»-аккаунте: «Давайте честно, вы бы на меня разозлились, если бы я думал, что немного бисексуален». На следующий день он добавил: «Обещаю, это был последний раз, когда я сделал каминг-аут». В ноябре 2023 года Хилл написал, что он «всё ещё гей».

## Дискография
- Montero (2021)

## Концертные туры
- Long Live Montero Tour[англ.] (2022)

## Фильмография
| Год  | Название                             | Роль               | Комментарии                                 |
| ---- | ------------------------------------ | ------------------ | ------------------------------------------- |
| 2021 | Saturday Night Live                  | В роли самого себя | Музыкальный гость (1 эпизод)                |
| 2021 | Dave                                 | В роли самого себя | Сезон 2, эпизод 20: «Dave»                  |
| 2022 | The Proud Family: Louder and Prouder | June Bug (озвучка) | Сезон 1, эпизод 10: «Old Towne Road Part 1» |
| 2023 | Lil Nas X: Long Live Montero         | В роли самого себя | —                                           |